# Tobriloides choii
Tobriloides choii is een rondwormensoort uit de familie van de Tobrilidae. De wetenschappelijke naam van de soort is voor het eerst geldig gepubliceerd in 1973 door Loof.